# Фінал Кубка володарів кубків 1989
Фінал Кубка володарів кубків 1989 — футбольний матч для визначення володаря Кубка володарів кубків УЄФА сезону 1988/89, 29-й фінал змагання між володарями національних кубків країн Європи. 
Матч відбувся 10 травня 1989 року у Берні за участю володаря Кубка Італії 1987/88 «Сампдорії» та володаря Кубка Іспанії 1987/88 «Барселони». Гра завершилася перемогою іспанців з рахунком 2-0, які здобули свій третій титул володарів Кубка володарів кубків.

## Шлях до фіналу
| Барселона           | Барселона    | Барселона       | Барселона          | 1988/89      | Сампдорія         | Сампдорія | Сампдорія       | Сампдорія      |
| ------------------- | ------------ | --------------- | ------------------ | ------------ | ----------------- | --------- | --------------- | -------------- |
| Суперник            | Результат    | Перший матч     | Повторний матч     | Раунд        | Суперник          | Результат | Перший матч     | Повторний матч |
| Фрам                | 7–0          | 2–0 (на виїзді) | 5–0 (вдома)        | Перший раунд | Норрчепінг        | 3–2       | 1–2 (на виїзді) | 2–0 (вдома)    |
| Лех (Познань)       | 2–2 пен. 5-4 | 1–1 (вдома)     | 1–1 дч (на виїзді) | Другий раунд | Карл Цейс         | 4-2       | 1–1 (на виїзді) | 3–1 (вдома)    |
| Орхус               | 1–0          | 1–0 (на виїзді) | 0–0 (вдома)        | 1/4 фіналу   | Динамо (Бухарест) | 1–1 (ч)   | 1–1 (на виїзді) | 0–0 (вдома)    |
| ЦФКА Средєц (Софія) | 6–3          | 4–2 (вдома)     | 2–1 (на виїзді)    | 1/2 фіналу   | Мехелен           | 4–2       | 1–2 (на виїзді) | 3–0 (вдома)    |

## Деталі
| 10 травня 1989 |

| Барселона                    | 2:0      | Сампдорія |
| ---------------------------- | -------- | --------- |
| Салінас 4' Лопес Рекарте 79' | Протокол |           |

| Ванкдорф, Берн Глядачів: 42 707 Арбітр: Джордж Кортні |

| Барселона | Сампдорія |

| В                |  | Андоні Субісаррета      |  |     |
| З                |  | Урбано Ортега           |  |     |
| З                |  | Хосе Рамон Алесанко (к) |  |     |
| З                |  | Алоїзіо                 |  | ЖК  |
| ПЗ               |  | Гільєрмо Амор           |  |     |
| ПЗ               |  | Луїс Мілья              |  | 60' |
| ПЗ               |  | Еусебіо Сакрістан       |  |     |
| ПЗ               |  | Роберто                 |  |     |
| Н                |  | Чікі Беґірістайн        |  | 74' |
| Н                |  | Гарі Лінекер            |  |     |
| Н                |  | Хуліо Салінас           |  |     |
| Запасні:         |  |                         |  |     |
| В                |  | Хуан Карлос Унсуе       |  |     |
| З                |  | Луїс Лопес Рекарте      |  | 74' |
| З                |  | Серхі                   |  |     |
| ПЗ               |  | Мікель Солер            |  | 60' |
| Н                |  | Франсіско Карраско      |  |     |
| Головний тренер: |  |                         |  |     |
| Йоган Кройф      |  |                         |  |     |

| В                |  | Джанлука Пальюка    |  |     |
| З                |  | Морено Манніні      |  | 27' |
| З                |  | Марко Ланна         |  |     |
| З                |  | Лука Пеллегріні (к) |  | 50' |
| З                |  | Фаусто Сальсано     |  |     |
| ПЗ               |  | Фаусто Парі         |  |     |
| ПЗ               |  | Віктор Муньйос      |  |     |
| ПЗ               |  | Тоніньйо Серезо     |  |     |
| ПЗ               |  | Джузеппе Доссена    |  |     |
| Н                |  | Джанлука Віаллі     |  |     |
| Н                |  | Роберто Манчіні     |  |     |
| Запасні:         |  |                     |  |     |
| В                |  | Серджіо Маркон      |  |     |
| З                |  | Стефано Пеллегріні  |  | 27' |
| ПЗ               |  | Фулвіо Бономі       |  | 50' |
| Н                |  | Лоріс Праделла      |  |     |
| Головний тренер: |  |                     |  |     |
| Вуядин Бошков    |  |                     |  |     |